# Fujikawa (Yamanashi)
Pour les articles homonymes, voir Fujikawa (homonymie).
Fujikawa (富士川町, Fujikawa-chō) est un bourg du district de Minamikoma, dans la préfecture de Yamanashi, au Japon.

## Géographie

### Situation
Fujikawa est situé dans le centre-ouest de la préfecture de Yamanashi, au pied des monts Akaishi.

### Démographie
Au 1er juillet 2023, la population de Fujikawa s'élevait à 14 207 habitants répartis sur une superficie de 112,00 km2.

### Hydrographie
Le bourg est bordé à l'est par le fleuve Fuji.

### Climat
Fujikawa a un climat caractérisé par des étés chauds et humides et des hivers relativement doux. La température moyenne annuelle est de 13,7 °C. La pluviométrie annuelle moyenne est de 1 415 mm, septembre étant le mois le plus humide.

## Histoire
La création du bourg de Fujikawa date de 2010 après la fusion des anciens bourgs de Masuho et de Kajikazawa.